# 帕斯文克

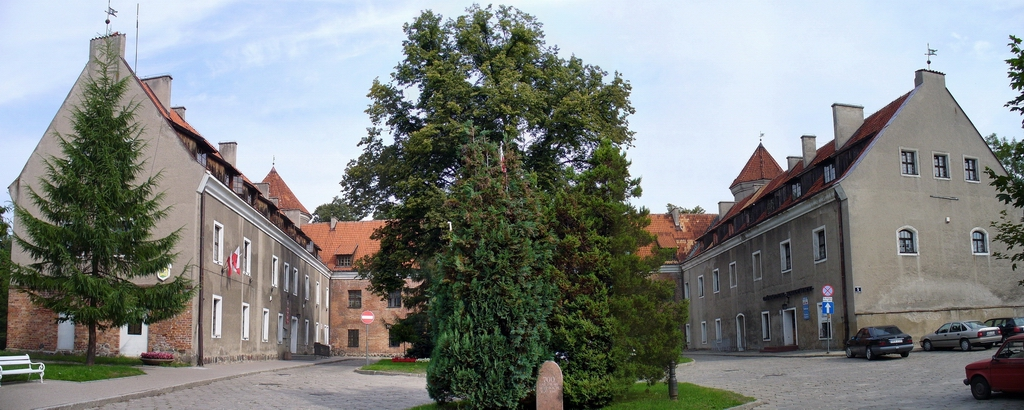

帕斯文克（波蘭語：Pasłęk，發音：[ˈpaswɛŋk]）是波蘭的城鎮，位於該國北部，由瓦爾米亞-馬祖里省負責管轄，始建於十三世紀，面積11.39平方公里，鎮上的條頓騎士團城堡建於1320年左右，2006年人口12,179。该城的德语名字Preußisch Holland意为普鲁士的荷兰，命名于早期的荷兰移民。

## 友好城市
- 法國 拉库罗讷

## 外部連結
- A directory of historical and recent photos of Preußich Holland/Pasłęk

54°04′N 19°40′E / 54.067°N 19.667°E